# Gareth Edwards (rugbista)
(Gareth Edwards)
Sir Gareth Owen Edwards (Pontardawe, 12 luglio 1947) è un ex rugbista a 15 britannico, nazionale gallese.

## Biografia
Figlio di un minatore gallese, a parte il rugby Edwards mostrò fin da giovane le sue abilità sportive in diversi campi, giocando a calcio per lo Swansea City all'età di 16 anni e mostrandosi abile anche in ginnastica e atletica leggera.
Il suo debutto internazionale con il Galles avvenne il 1º aprile 1967 a Parigi contro la Francia, con una sconfitta 24-20 contro quelli che sarebbero diventati i campioni del Cinque Nazioni 1967. Tra il 1967 e il 1978 Edwards collezionò 53 presenze con il Galles tutte consecutive, incluse 13 da capitano. In totale in ambito internazionale segnò 20 mete.
Edwards è stato il più giovane capitano di sempre ad avere indossato la maglia del Galles, con la sua prima presenza da capitano avvenuta il 20 febbraio 1968 all'età di 20 anni. In nazionale giocò insieme con mediani d'apertura quali Barry John, tra l'altro anche suo compagno di squadra, e Phil Bennett. Durante il periodo in cui giocò con la sua nazionale, il Galles dominò il Cinque Nazioni conquistando il titolo sette volte, compresi 3 Grandi Slam.
La carriera internazionale di Edwards si concluse il 18 marzo 1978 con una vittoria a Cardiff 16-7 contro la Francia nel Five Nations, con il Galles che realizzò il Grande Slam e vinse per la terza volta consecutiva la Triple Crown.
Edwards fece parte anche della selezione dei British Lions che nel tour in Nuova Zelanda del 1971 ebbe la meglio nella serie contro gli All Blacks.
Nel 1997 è stato inserito nella International Rugby Hall of Fame e nel 2007 anche nella IRB Hall of Fame.
Attualmente fa il commentatore sportivo per la BBC e per il canale S4C.

## Statistiche
- Presenze in nazionale gallese (CAP): 53 (13 come capitano). Da segnalare che questi 53 match sono stati tutti consecutivi, ossia ha partecipato a tutti i test della nazionale gallese nel periodo 1967-1978.
- Punti segnati con la nazionale gallese: 88 (20 mete).
- Presenze con i British Lions: 2.
- Cinque Nazioni disputati: 1967, 1968, 1969, 1970, 1971, 1972, 1973, 1974, 1975, 1976, 1977 e 1978.